# Warwick Stevenson
Warwick Stevenson (ur. 13 maja 1980 w Sydney) – australijski kolarz BMX, złoty medalista mistrzostw świata.

## Kariera
Największy sukces w karierze Warwick Stevenson osiągnął w 2004 roku, kiedy zwyciężył w konkurencji elite podczas mistrzostw świata w Valkenswaard. W zawodach tych wyprzedził bezpośrednio Christiana Becerine'a z Argentyny oraz Bubbę Harrisa z USA. Był to jedyny medal wywalczony przez Stevensona na międzynarodowej seniorskiej imprezie tej rangi. W tej samej konkurencji Australijczyk zajął piątą pozycję na rozgrywanych trzy lata wcześniej mistrzostwach w Louisville. Ponadto Stevenson zwyciężył w cruiserze juniorów podczas mistrzostw świata w Melbourne. Nigdy nie wystartował na igrzyskach olimpijskich.